# تاريخ القنطار
القنطار كان مقياسًا للوزن مستخدمًا في العديد من البلدان الإسلامية وفي منطقة البحر الأبيض المتوسط. في الأساس، 1 قنطار = 100 رطل. وحدة الوزن قنطار المستخدمة في تجارة بلاد الشام مشتقة من هذا. حدد ليوبولد كارل بليبترو وزن القنطار بأنه 57.818 كجم، لكنه كان مختلفًا جدًا في كل دولة اعتمادًا على كيفية قياس الرطل. وهو يعادل عند الجمهور 143.8 كيلوغرام. يستخدم القنطار كوحدة قياس رسمية بمصر لوزن القطن.

## ذكره في الإسلام
ورد ذِكر القنطار في القرآن الكريم وفي السنة النبوية في عدة مواضع مثل:
- ﴿وَإِنْ أَرَدْتُمُ اسْتِبْدَالَ زَوْجٍ مَكَانَ زَوْجٍ وَآتَيْتُمْ إِحْدَاهُنَّ قِنْطَارًا فَلَا تَأْخُذُوا مِنْهُ شَيْئًا أَتَأْخُذُونَهُ بُهْتَانًا وَإِثْمًا مُبِينًا ۝٢٠﴾ [النساء:20]
- ﴿زُيِّنَ لِلنَّاسِ حُبُّ الشَّهَوَاتِ مِنَ النِّسَاءِ وَالْبَنِينَ وَالْقَنَاطِيرِ الْمُقَنْطَرَةِ مِنَ الذَّهَبِ وَالْفِضَّةِ وَالْخَيْلِ الْمُسَوَّمَةِ وَالْأَنْعَامِ وَالْحَرْثِ ذَلِكَ مَتَاعُ الْحَيَاةِ الدُّنْيَا وَاللَّهُ عِنْدَهُ حُسْنُ الْمَآبِ ۝١٤﴾ [آل عمران:14]
- وفي الحديث: قال النبي محمد: «من قام بعشر آيات لم يكتب من الغافلين ومن قام بمائة آية كتب من القانتين ومن قام بألف آية كتب من المقنطرين»، رواه أبوداود وصححه الألباني، والمقنطرون هم الذين لهم قنطارا من الأجر.[4]

## قيمته حسب الدولة
يختلف قدر القنطار من دولة لأخرى، وأحيانًا من مدينة لأخرى في نفس الدولة.

### مصر
في مصر، يمكن تمييز ثلاثة أنواع:
- قنطار فولفولي وزن المائة من البهارات. في السابق كان يستخدم بشكل رئيسي في الإسكندرية ويساوي 45 كجم. حاليًا وزنه الرسمي هو: قنطار فولفول واحد = 44.928 كجم.
- قنطار الليثي. ربما يعود الوزن إلى الفقيه المصري ليث بن سعيد ووزنه 62 كجم.
- قنطار الجروي = 96.7 كجم.

### سوريا
في دمشق، كان وزن القنطار في المتوسط 185 كجم في القرن السابع عشر وزادت في القرن التاسع عشر إلى 150 أوقة عثمانية أي ما يعادل 192.4 كيلوغراماً. يعطي إدوارد دورينغ المعلومات التالية عن دمشق:
- 1 قنطار = 100 روتولي = 6000 أوقية
- 1 رطل = 400 مثقال = 600 بيزي = 1.785 كيلوجرام = 3.174 رطل تركي.
- 1 قنطار = 178.5 كجم.

بلغ متوسط وزن القنطار في حلب وحماة 228 كجم.

### اليمن
في الحديدة (مدينة ساحلية في اليمن) كان القنطار 5 فرانزلة = 100 رطل (ثقيل) = 46.13712 كجم.

### إيران
عمل مكتوب حوالي عام 1440 يقيس القنطار بـ 30 من، لذلك يقدره هينز بحوالي 57 كجم.

### آسيا الصغرى
في الإمبراطورية العثمانية، كان القنطار يتألف من 100 لودرا يبلغ وزن كل منها 176 درهمًا، وبالتالي كان وزنها 56.443 كجم.

### المغرب
هناك تمييز بين القنطار العادي والقنطار الكبير، وكذلك حسب كل منطقة.
- قنطار فاس = 100 رطل = 50.802 كجم
- قنطار الصويرة = 53.524 كجم
- قنطار العرب = 75 رطل = 38.102 كجم
- قنطار كبير آسفي = 125 رتل = 63.503 كيلوجرام (للحوم والزبدة والفواكه والزيت والصابون؛ وكذلك الشمع والحديد)
- الرباط ، سلا 1 قنطار كبير = 150رطل = 76.203 كيلوجرام
- بوصة القنطار = 45.311 كيلوغرام (للصوف والزيت والنحاس والجلود)

مقارنة: 5 قنطار كبير (في الرباط وسلا) = 6 قنطار كبير (في أسفي)

### غينيا
استعمل القنطار في تجارة المطاط في غينيا
- 1 قنطار / كم [9] = 5 جمل = 979 كيلوغرام [10]

في هذه التجارة كان للمصطلح معنى مزدوج. كان القنطار هو المقياس المستخدم لقياس المطاط عند التحميل في السفن. على الرغم من أن القياس يمكن أن يختلف حسب الميناء والسفينة، إلا أن السفينة كانت تحتوي دائمًا على فتحة مربعة في الجزء السفلي من حوالي 1 قدم باريسي. بالإضافة إلى لوح يغلق الأرضية أثناء ملئه بالمطاط. يصل ما يسمى بالغطاء المصنوع من قماش الشراع إلى قاع السفينة وبعد ذلك، بعد إزالة اللوح، تترك البضائع تنزلق إلى عنبر التخزين.

## مؤلفات باللغة الألمانية
- فالتر هينز : المقاييس والأوزان الإسلامية: تم تحويلها إلى النظام المتري. إي جيه بريل ، ليدن / كولونيا 1970. ص 24 - 27.
- M. Mendelssohn: دليل العملة والقياس والوزن مع مراعاة نظام العملة والوزن الجديد مع جداول التخفيض التفصيلية. هورفاث ، بوتسدام 1859 ، ص .83.
- كريستيان نوباك ، فريدريك إدوارد نوباك: غلاف ورقي كامل للعملة المعدنية ، نسب القياس والوزن ، الأوراق الحكومية ، الصرافة والمصرفية والجمارك في جميع البلدان والأماكن التجارية. المجلد 1 ، FA Brockhaus ، لايبزيغ 1851 ، ص .245.